# Liogenys kadleci
Liogenys kadleci är en skalbaggsart som beskrevs av Frey 1970. Liogenys kadleci ingår i släktet Liogenys och familjen Melolonthidae. Inga underarter finns listade i Catalogue of Life.